# Canta, Iași
Canta este un cartier din Iași, situat în partea de vest a orașului.

## Istoric
Canta este un cartier nou, ridicat în secolul al XX-lea.

## Etimologie
Canta este, potrivit profesorului Mircea Ciubotaru, o simplă prescurtare a numelui Cantacuzino.

## Transport
- Tramvaie: 7
- Autobuz: 19, 30, 30b
- Drumul european: E58

## Repere notabile
- Sedcom Libris (din 1991), Șoseaua Păcurari
- Inspectoratul Teritorial de Muncă (din 2000), Șoseaua Moara de Foc 31
- Biserica Sf. Arhangheli (din 2009), strada Luca Arbore